# Sveiva IBK
Der
Sveiva Innebandyklubb (Sveiva IBK, oder einfach Sveiva) ist ein norwegischer Unihockeyverein aus Stovner in Oslo. Er wurde am 13. Januar 1994 gegründet. Der Verein spielt seine Heimspiele in der Flerbrukshallen der Rommen skole.
Sveivas Herrenunihockey Team stieg in drei Saisons hintereinander bis in die 1. Division auf, die ersten beiden Saisons gar unbesiegt. Erst im dritten jahr verlor man gegen Ryen Ballklubb, dafür konnte man im Oslocup Holmlia, einen der Finalisten der norwegischen Meisterschaft bezwingen. Nach nur zwei Saisons in der ersten Division folgte der Aufstieg in die Eliteserie.
Der Verein hat heute 20 Mannschaften und ist mit beinahe 300 aktiven Spielern einer der größten Unihockeyvereine Norwegens.

## Erfolge
Herren:
- Norwegische Meisterschaft: 1 × Silber, 3 × Bronze
- Sieger in der 1. Division 1998/99
- Sieger in der 2. Division 1996/97
- Sieger in der 3. Division 1995/96
- Sieger in der 4. Division 1994/95

Damen:
- Euro floorball cup: 2 × Gold (2012/2013 und 2014/2015)
- Norwegische Meisterschaft: 2 × Gold (2006/07 und 2012/13)